# Choerodon gomoni
Choerodon gomoni là một loài cá biển thuộc chi Choerodon trong họ Cá bàng chài. Loài này được mô tả lần đầu tiên vào năm 2002.

## Từ nguyên
Từ định danh gomoni được đặt theo tên của Martin F. Gomon, nhà ngư học có kiến thức sâu rộng về cá bàng chài.

## Phạm vi phân bố và môi trường sống
C. gomoni có phạm vi phân bố nhỏ hẹp ở Tây Nam Thái Bình Dương, được ghi nhận ở vùng biển phía đông bắc Úc (bao gồm rạn san hô Great Barrier) và các đảo san hô trên biển San Hô, xa hơn ở phía đông đến đảo quốc Nouvelle-Calédonie. C. gomoni sống xung quanh những rạn san hô ở độ sâu được ghi nhận khoảng 24 đến 82 m.
Những mẫu vật được cho là của C. gomoni ở Indonesia bị xác định nhầm với Choerodon margaritiferus, vì hai loài có kiểu hình khá giống nhau.

## Mô tả
Chiều dài lớn nhất được ghi nhận ở C. gomoni là 11 cm. Cá trưởng thành giai đoạn đầu (cá cái và cá đực đang phát triển) màu hồng, hơi có màu xanh lục nâu ở thân trên (sẫm màu hơn ở cá đực đã lớn), trắng ở thân dưới với một dải sọc nâu đỏ từ gốc vây ngực kéo dài đến gốc vây đuôi. Cá đực trưởng thành hoàn toàn có một đốm nâu sẫm (gần như đen) viền xanh lam ở thân trên (đốm này lại màu cam sẫm và chỉ được viền xanh ở nửa trước đối với C. margaritiferus).
Số gai ở vây lưng: 12; Số tia vây ở vây lưng: 7–8; Số gai ở vây hậu môn: 3; Số tia vây ở vây hậu môn: 9–10; Số tia vây ở vây ngực: 15–16; Số gai ở vây bụng: 1; Số tia vây ở vây bụng: 5.

### Trích dẫn
- Gomon, Martin F. (2017). "A review of the tuskfishes, genus Choerodon (Labridae, Perciformes), with descriptions of three new species" (PDF). Memoirs of Museum Victoria. Quyển 76. tr. 1–111. doi:10.24199/j.mmv.2017.76.01.